# Étang de Toulvern
L'étang de Toulvern, (auparavant anse de Seliac ,)  est une étendue d'eau voisine du golfe du Morbihan sur la commune de Baden dans le Morbihan.

## Histoire
Après avoir terminé la construction en 1860 du manoir de Toulvern, la Princesse Baciocchi, une nièce de Napoléon fit fermer l'anse de Toulvern.

## Géographie
Un projet envisage l'utilisation du site de l'étang de Toulvern pour produire de l'énergie électrique.

### Écologie

#### Algues
Des algues vertes sont souvent bien visibles à la surface de l'eau de l'étang fermé de Toul Vern. 
L'agriculture étant peu développée dans le bassin versant, des apports de nitrates d'origine agricoles semblent exclus. A contrario, des apports azotés d'origine domestique sont probables.

#### Flore
Les baccharis envahissent les rives de l'étang. Cette plante très compétitive entraîne la régression des communautés locales et contribue aussi à la fermeture des paysages.

#### Faune
Sur les abords et l'étang de Toulvern, diverses espèce d'oiseaux peuvent être observées : foulques, sarcelles, Canard souchets, Canard colverts, tadornes, grèbes, barges, spatules. La présence de ces oiseaux est favorisée par la proximité des marais de Pen an Toul (situés à 1 300 mètres à vol d'oiseau) ; la continuité de la biodiversité est assurée par la présence d'une trame verte, reliant les deux sites.
Depuis le sentier littoral, le barrage de Toulvern, situé au sud de l'étang, est un site d'observation privilégié.